# Maciej Mrowiec
Maciej Edmund Mrowiec (ur. 1974, zm. 13 grudnia 2022) – polski naukowiec, prorektor Politechniki Częstochowskiej (2016-2022).

## Życiorys
2 czerwca 2003 obronił pracę doktorską Teoretyczno-eksperymentalna analiza hydraulicznego działania rurowych zbiorników retencyjnych w kanalizacji deszczowej, 12 lipca 2010 habilitował się na podstawie pracy zatytułowanej Efektywne wymiarowanie i dynamiczna regulacja kanalizacyjnych zbiorników retencyjnych. 16 marca 2022 uzyskał tytuł profesora nauk inżynieryjno-technicznych. Został zatrudniony na stanowisku profesora nadzwyczajnego w Instytucie Inżynierii Środowiska na Wydziale Inżynierii Środowiska i Biotechnologii Politechniki Częstochowskiej.
Awansował na stanowisko profesora uczelni w Katedrze Inżynierii Środowiska na Wydziale Infrastruktury i Środowiska Politechniki Częstochowskiej.
Był dziekanem na Wydziale Inżynierii i Ochrony Środowiska Politechniki Częstochowskiej, członkiem prezydium Komitetu Inżynierii Środowiska Polskiej Akademii Nauk i dyrektorem (p.o.) w Instytucie Zaawansowanych Technologii Energetycznych na Wydziale Infrastruktury i Środowiska Politechniki Częstochowskiej.
Był profesorem Katedry Sieci i Instalacji Sanitarnych Wydziału Infrastruktury i Środowiska Politechniki Częstochowskiej, prorektorem Politechniki Częstochowskiej, a także członkiem Rady Dyscypliny Naukowej – Inżynierii Środowiska, Górnictwa i Energetyki Politechniki Częstochowskiej.